# George Fillmore Swain

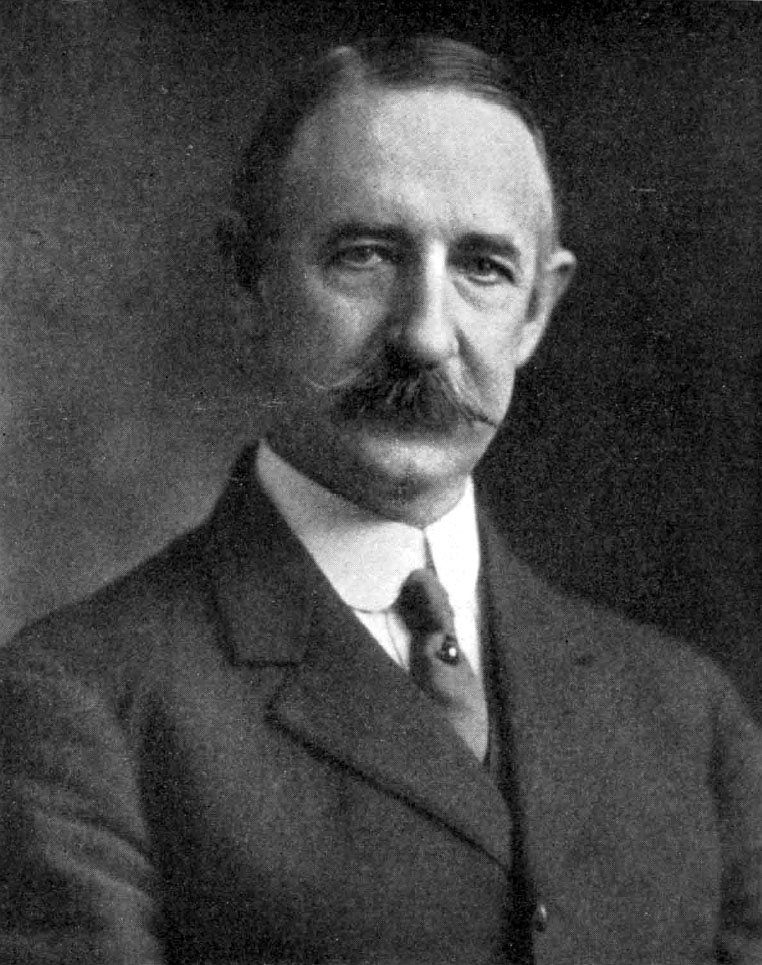
George F. Swain

George Fillmore Swain (* 2. März 1857 in San Francisco; † 1. Juli 1931 in New Hampshire) war ein US-amerikanischer Bauingenieur am Massachusetts Institute of Technology und an der Harvard Graduate School of Applied Science. Er galt als Fachmann für Verkehrsbauwerke, vor allem im Schienenverkehr.

## Leben und Wirken
Swain studierte nach dem Besuch einer Militärschule Bauingenieurwesen am Massachusetts Institute of Technology (MIT) in Boston (Abschluss 1877) und anschließend drei Jahre an der Berliner Bauakademie, unter anderem bei Adolf Goering, Ludwig Hagen und Emil Winkler. Ab 1880 arbeitete Swain für den 10. United States Census, für den er Daten zu Wasserkraftanlagen erfassen sollte. Ab 1881 gehörte er zum Lehrkörper des MIT, zunächst als Assistent von Francis Amasa Walker, ab 1883 als Assistant Professor, ab 1886 als Associate Professor. 1887 erhielt Swain eine ordentliche Professur am MIT, die er bis 1909 innehatte, als er an die Harvard Graduate School of Applied Science wechselte. 1929 wurde er emeritiert.
Swain war Ingenieur für die Massachusetts Railroad Commission (unter anderem um den Eisenbahnunfall von Roslindale 1887 zu untersuchen und in der Folge mehr als 2000 Eisenbahnbauwerke regelmäßig zu überprüfen) und für die Boston Transit Commission in ihren Vorbereitungen zum Bau der U-Bahn in Boston und in ihren Bemühungen Bahnübergänge zu eliminieren. Weitere Tätigkeiten übernahm er zum Beispiel für die New York, New Haven and Hartford Railroad, die Royal Commission on Railways and Transportation of Canada oder die Chicago Elevated. Als Delegierter der American Society of Civil Engineers beteiligt er sich an den Plänen zum Wiederaufbau Frankreichs nach dem Ersten Weltkrieg.
Swain machte sich um die Ingenieursausbildung verdient. Er gehörte zu den führenden Persönlichkeiten der American Society for Engineering Education, die ihm 1928 auch die erste Lamme Medal verlieh. 1906 erhielt er die Ehrendoktorwürde der New York University, 1918 der University of California, Berkeley. 1929 wurde Swain Ehrenmitglied der American Society of Civil Engineers. Er wurde 1888 zum Mitglied der American Academy of Arts and Sciences gewählt, seit 1923 war er Mitglied der National Academy of Sciences.
Swain war dreimal verheiratet und zweimal verwitwet. Er hatte zwei Töchter und eine Stieftochter.

## Schriften (Auswahl)
- Notes on Hydraulics (1885)
- Notes on Theory of Structures (1893)
- Report on the Water Power of the Atlantic Watershed
- Conservation of Water by Storage (1915)
- How to Study (1917) [How to Study im Project Gutenberg ]
- The Young Man and Civil Engineering (1922)
- Strength of Materials (1924)
  - Festigkeitslehre (1928)
- Fundamental Properties of Materials (1924)
- Stresses, Graphical Statistics and Masonry (1927)